# Giuseppe Ciccantelli
Giuseppe Ciccantelli, detto Pino (Pescara, 3 giugno 1946 – Francavilla al Mare, 10 maggio 2017) è stato un politico italiano.

## Biografia
Nato a Pescara nel 1946, militò politicamente nelle file della Democrazia Cristiana e fu eletto più volte consigliere comunale e assessore nella sua città. Giornalista sportivo, lavorò negli anni ottanta per Telemare e Radio Pescara.
Nell'agosto 1990 venne eletto sindaco di Pescara, ultimo sindaco democristiano, e presiedette una giunta sostenuta da Democrazia Cristiana, Partito Socialista Italiano, Partito Socialista Democratico Italiano e con l'appoggio esterno di due fuoriusciti repubblicani. Coinvolto nelle inchieste di Tangentopoli, venne accusato di concussione e il suo mandato si interruppe nell'aprile 1993.
Dopo il ritiro dalla politica, fu titolare insieme ai figli di un'agenzia di recupero crediti.
Si tolse la vita la mattina del 10 maggio 2017, investito da un treno alla stazione di Francavilla al Mare.